# بانک ملی مجارستان
بانک ملی مجارستان (مجاری: Magyar Nemzeti Bank) شرکت دولتی خدمات مالی و بانکداری مجارستانی است، که در سال ۱۹۲۴ تأسیس شد.